# Gie
Gie é um filme  indonésio de 2005, do gênero drama biográfico, dirigido e escrito por Riri Riza, com roteiro baseado nos diários do ativista ambientalista  Soe Hok Gie publicadas sob o título de Catatan Seorang Demonstran.
Gie foi selecionado como representante da Indonésia à edição do Oscar 2006, organizada pela Academia de Artes e Ciências Cinematográficas.

## Elenco
- Nicholas Saputra - Soe Hok Gie
- Jonathan Mulia - jovem Soe Hok Gie
- Thomas Nawilis - Tan Tjin Han
- Christian Audi - jovem Tan Tjin Han
- Sita Nursanti - Ira
- Wulan Guritno - Sinta
- Lukman Sardi - Herman Lantang